# Судовая Вишня
Судо́вая Ви́шня (укр. Судова Вишня) — город в Яворовском районе Львовской области Украины. Административный центр Судововишнянской городской общины.
Расположен на реках Раковка и Вишня (приток Сана).

## История
В этом месте археологами найдены остатки поселения пшеворской культуры. В Вишне сохранились валы одноимённого археологического памятника. Он исследовался в 1957—1962 годах. В западной части современного города было обнаружено поселение X века и городище XI — начала XII века, а в восточной части — городище XII—XIII веков.
В 1230 году поселение впервые упоминается в письменном источнике (Галицко-Волынская летопись).
Магдебургское право Вишне было предоставлено королевским указом в 1368 году, при этом право выкупить должность войта получил Пётр Кметь.
С XV века в Вишне происходили Генеральные сеймики шляхты земель Львовской, Перемышльской, Саноцкой и Жидачевской Русского воеводства, на которых рассматривались судебные дела. Поэтому в 1545 году город получил современное название Судовая Вишня.
В 1563 году в Судовой Вишне было основано православное братство. В 1537, 1545, 1576, 1578, 1639, 1553, 1765 годах город получал новые королевские привилегии. В середине XVI века судововишенский приход потерял часть своих привилегий и имущественных прав, которые в 1605 году возобновил король Сигизмунд III. В 1648—1654 годах местные жители вместе с жителями сел Вовчищовичи, Дидятичи, Дмитриевичи и Стоянцы, разгромили барское имение в Волосткове.
Монастырь реформатов заложили львовский кастелян Ян Семинский и киевский ловчий Францишек Завадский в 1730 году. Участок земли под строение предоставил король Август II. При монастыре был костёл Вознесения Девы Марии с образом святого Антония Падуанского, построенный известным итальянским архитектором Павлом Фонтаной.
После первого раздела Речи Посполитой в 1772 году эти земли вошли в состав Австрийской империи (с 1867 года — Австро-Венгрии).
В конце XVIII — в начале XIX века город перестал быть политическим центром края, но начали развиваться капиталистические предприятия. Работали винокурня, кирпичный завод, лесопильный завод, мельница, фабрика керамики, пивоварня, а также канатная, ткацкая, кожная, позументная, гончарная мастерские, с 1787 до 1820 года бумагоделательное производство.
После распада Австро-Венгрии селение заняли польские войска, в дальнейшем оно вошло в состав Львовского воеводства Польши.

### 1939—1991
В сентябре 1939 года селение заняли части РККА и оно вошло в состав Украинской ССР СССР. В 1940 году Судовая Вишня получила статус города районного значения.
С июля 1940 года по 22 июня 1941 года в городе находилось управление 34-й танковой дивизии 8-го механизированного корпуса Киевского Особого военного округа.
После начала Великой Отечественной войны 27 июня 1941 года поселение было оккупировано немецкими войсками и включено в дистрикт «Галиция».
24 июля 1944 года освобождён советскими войсками 1-го Украинского фронта в ходе Львовско-Сандомирской наступательной операции 13.07-29.08.1944 г.: 3-й гвардейской танковой армии — 51-й гв. тбр (полковник Чугунков, Иван Ильич) 6-го гв. танкового корпуса (генерал-майор В. В. Новиков).
В 1975 году здесь действовали комбикормовый завод, завод стройматериалов, зооветеринарный техникум и историко-краеведческий музей.
В январе 1989 года численность населения составляла 6611 человек, в это время крупнейшим предприятием являлся комбикормовый завод.

### В независимой Украине
В июле 1995 года Кабинет министров Украины утвердил решение о приватизации находившегося здесь племенного хозяйства.

## Население
По данным переписи 2001 года, украинцы составляли 97,85 % населения города, поляки — 1,26 %.
На 1 января 2013 года численность населения города составляла 6461 человек.

### Языковой состав
Родной язык населения по данным переписи 2001 года:
| Язык       | Численность, чел. | Доля     |
| ---------- | ----------------- | -------- |
| Украинский | 6 594             | 99,08 %  |
| Другое     | 61                | 0,92 %   |
| Итого      | 6 655             | 100,00 % |

Украинский язык является основным и единственным официальным языком города.

## Транспорт
Город находится недалеко от железнодорожной станции Судовая Вишня, на шоссе Львов — Перемышль.

## Галерея

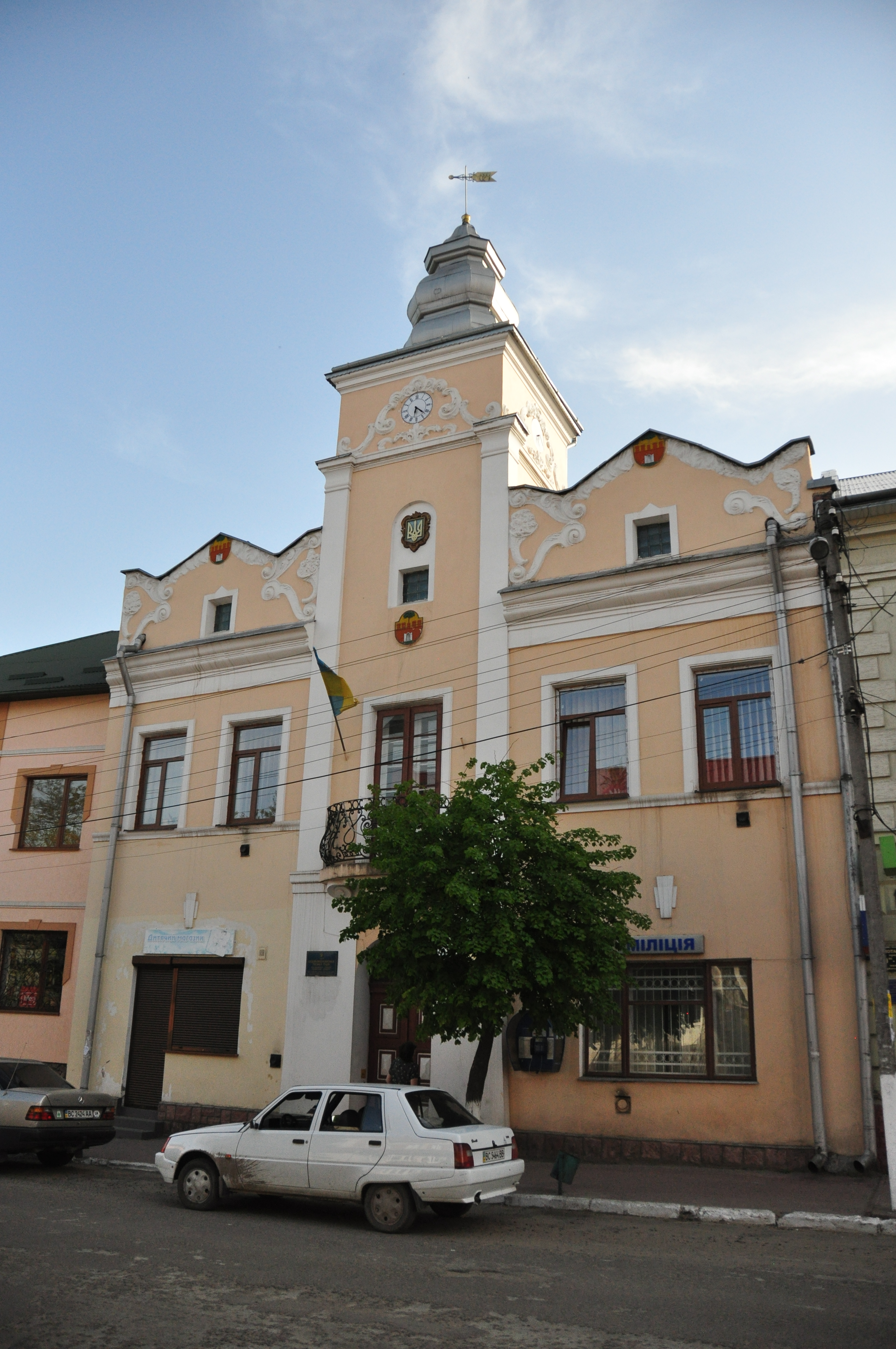
Городская ратуша
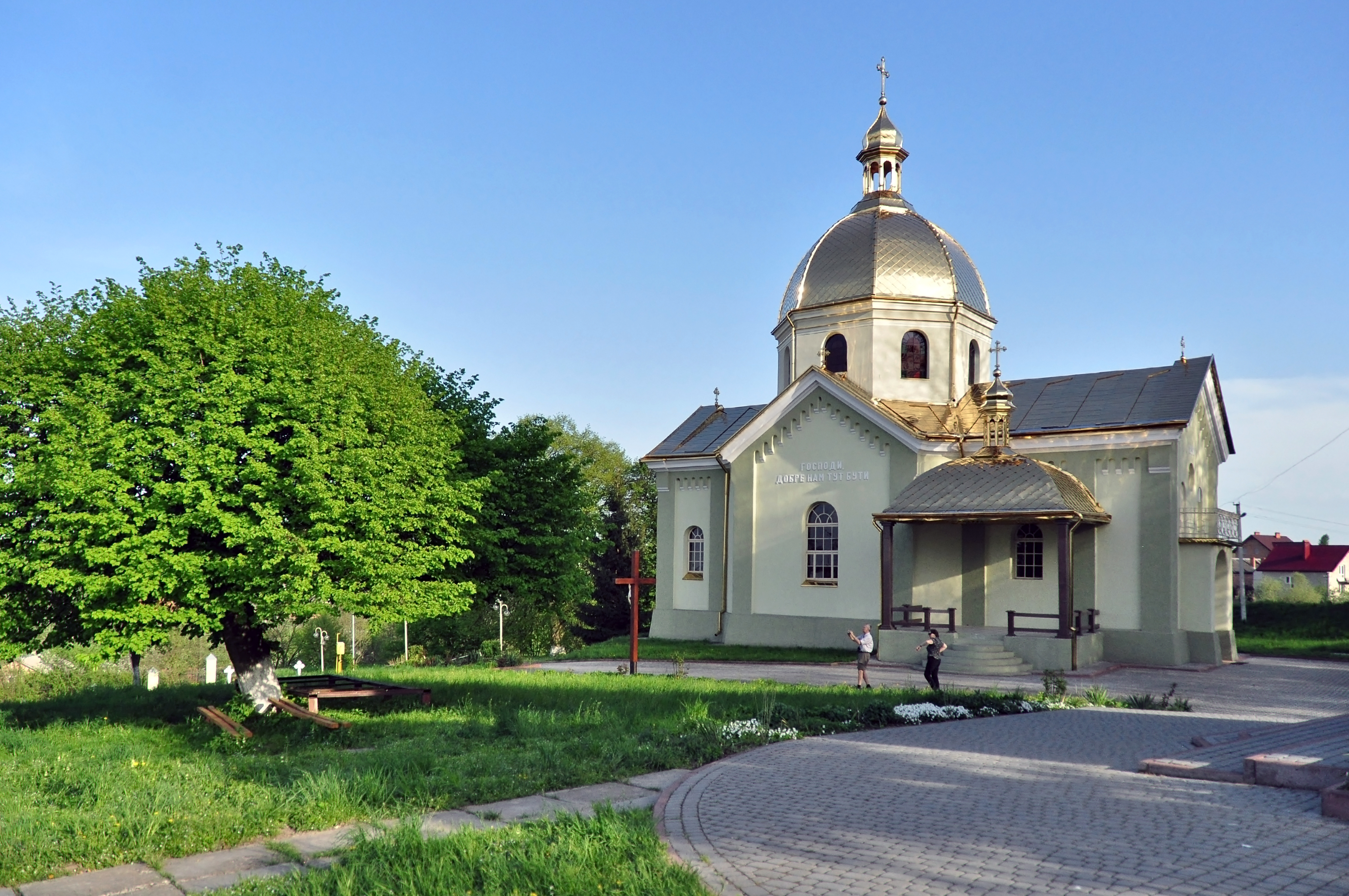
Преображенская церковь
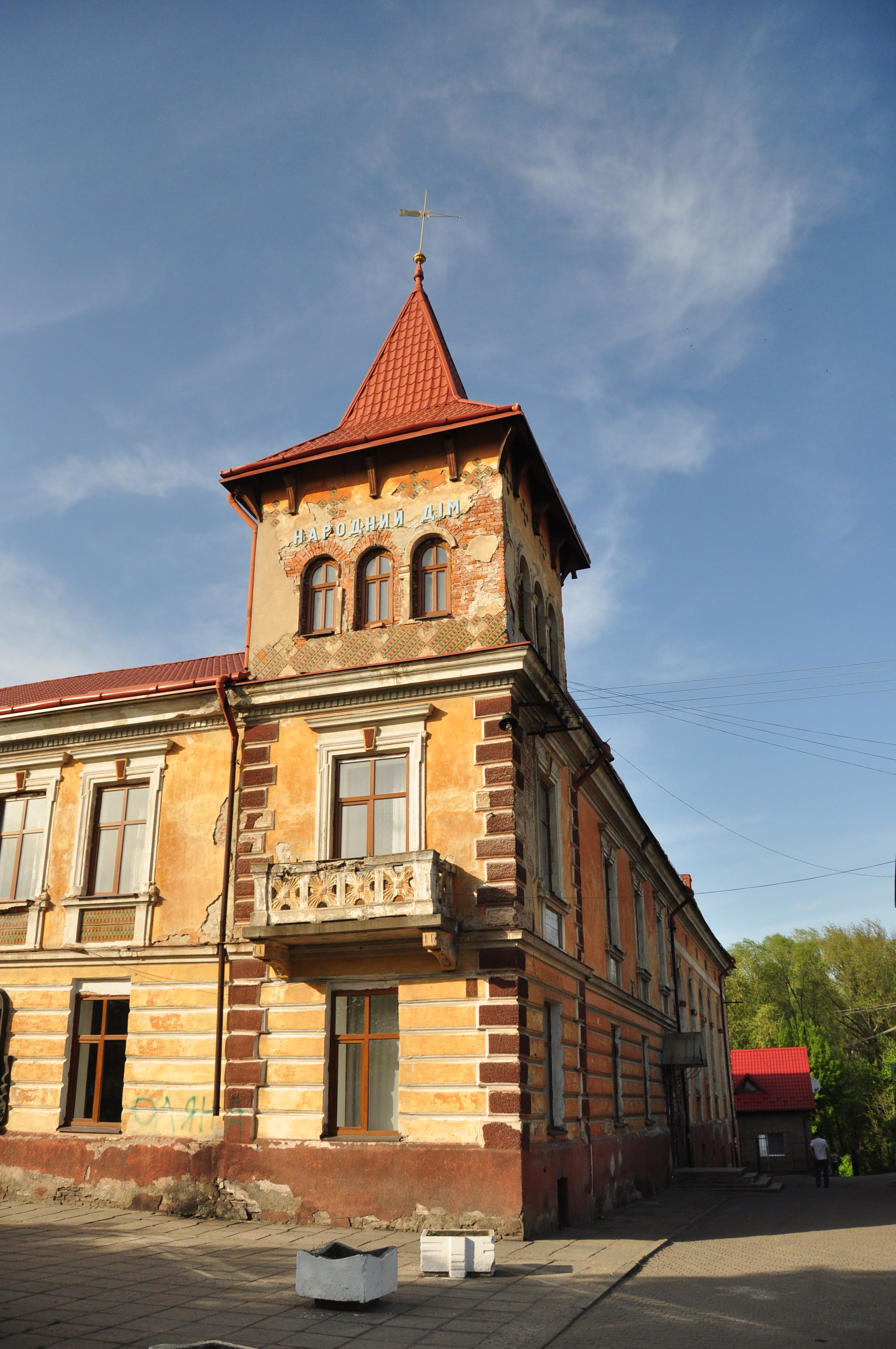
Народный дом
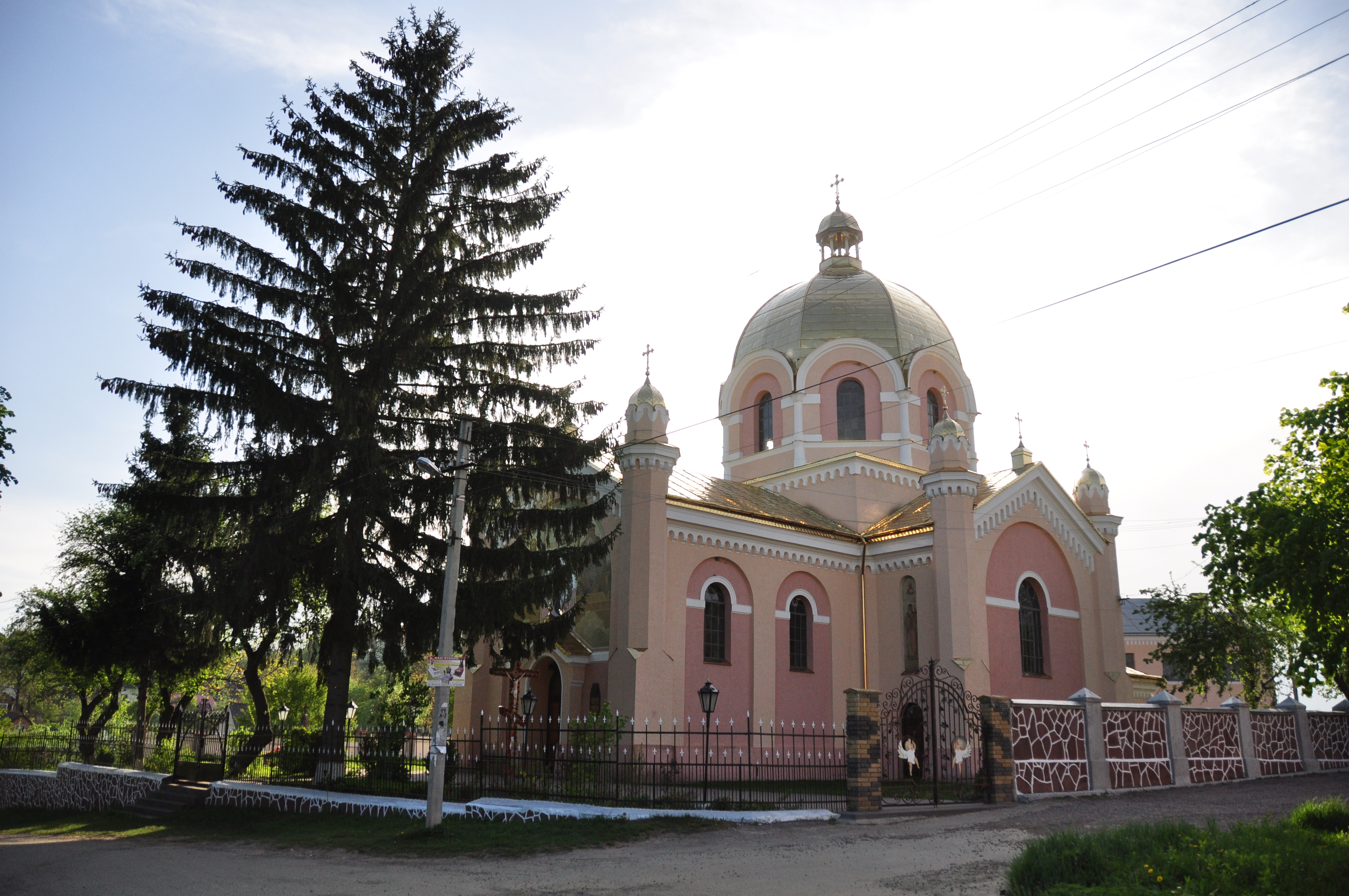
Троицкая церковь
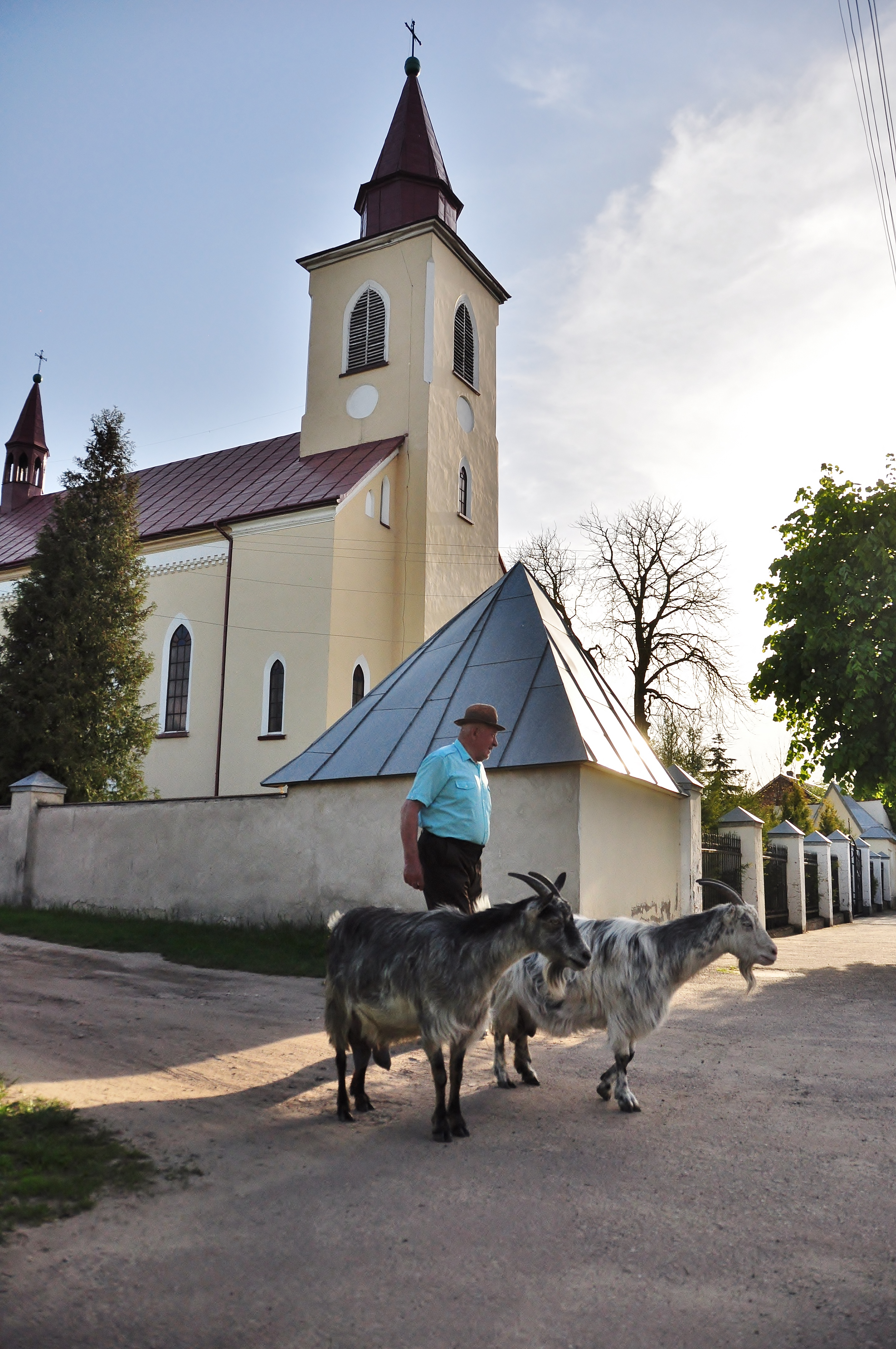
Костёл Матери Божьей Помощницы Верных